# نيت كيسر
نيت كيسر (بالإنجليزية: Nate Kiser)‏ هو لاعب هوكي الجليد أمريكي، ولد في 4 مايو 1982 في ساوثغيت في الولايات المتحدة.

## وصلات خارجية
- نيت كيسر على موقع دوري الهوكي الوطني (الإنجليزية)
- نيت كيسر على موقع EliteProspects.com (الإنجليزية)
- نيت كيسر على موقع HockeyDB.com (الإنجليزية)